# Michael Benthin

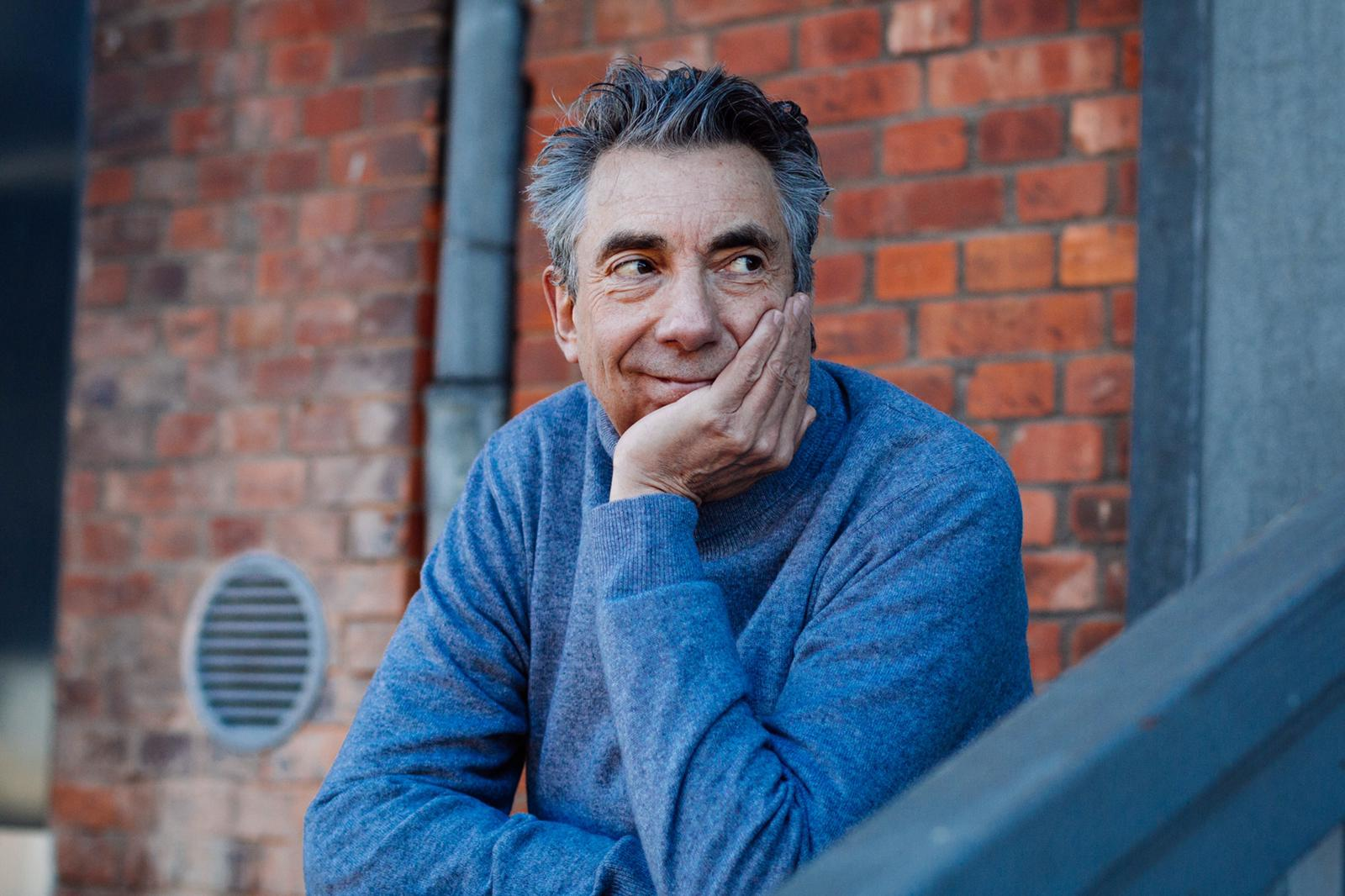
Michael Benthin (2018)

Michael Benthin (* 7. Februar 1958 in Hamburg) ist ein deutscher Schauspieler.

## Leben
Michael Benthin absolvierte von 1981 bis 1985 ein Schauspielstudium an der Hochschule für Musik und Theater in Hannover. Nach seinem Studienabschluss war er zunächst Ensemblemitglied am Staatstheater Karlsruhe und wechselte über Freiburg, Zürich und Tübingen an das Staatstheater Kassel. Ab 1990 arbeitete er verstärkt für Film und Fernsehen mit regelmäßigen Theaterengagements in Hannover, Weimar und Hamburg am Thalia Theater (Hamburg) und am Deutschen Schauspielhaus.
Neben regelmäßigen Engagements unter dem Regisseur Hartmut Wickert arbeitet Michael Benthin seit 2000 kontinuierlich mit Michael Thalheimer.
Er erhielt Einladungen zu den Berliner Theatertreffen 2001, 2003, 2005, 2007, 2008 und 2013.
2006 wechselte er an das Deutsche Theater in Berlin und übernahm dort als erste Rolle den Aigisthos in der Orestie des Aischylos unter der Regie von Michael Thalheimer. 2007 war diese Inszenierung zum Berliner Theatertreffen eingeladen. In der Saison 2007/2008 war Michael Benthin in einer weiteren preisgekrönten Inszenierung des Deutschen Theaters zu sehen: In Gerhart Hauptmanns Die Ratten als Quaquaro, erneut in der Regie von Michael Thalheimer. Diese Inszenierung wurde 2008 mit dem Nestroy-Theaterpreis ausgezeichnet und zum Theatertreffen Berlin 2008 eingeladen. Außerdem spielte er den Malvolio in Was ihr wollt, ebenfalls unter der Regie von Michael Thalheimer. Am Deutschen Theater Berlin gab es weitere Arbeiten mit Jürgen Gosch, Hanna Rudolph und Viktor Bodó.
Seitdem arbeitete er regelmäßig mit Andreas Kriegenburg und Jorinde Dröse.
Neben der Theaterarbeit ist er seit Mitte der 1980er Jahre bisher an über 60 Film- und Fernsehproduktionen beteiligt.

## Bühnenstücke (Auswahl)
- 2000: Minna von Barnhelm – Lessing (Tellheim), Regie: Hartmut Wickert
- 2000: Liliom – Molnár, Regie: Michael Thalheimer. Thalia Theater Hamburg
- 2001: Viel Lärm um nichts – Shakespeare, Regie: Stephan Kimmig. Thalia Theater Hamburg
- 2003: Liebelei – Schnitzler, Regie: Michael Thalheimer. Thalia Theater Hamburg
- 2003: Faust II – Goethe (Mephisto), Regie: Hartmut Wickert. Deutsches Nationaltheater Weimar
- 2004: Lulu – Wedekind, Regie: Michael Thalheimer. Thalia Theater Hamburg
- 2006: Pizzicato – Dieter Bub, Regie: Viktor Bodó
- 2006: Orestie – Aischylos (Aigisthos), Regie: Michael Thalheimer. Deutsches Theater Berlin
- 2007: Die Fledermaus – Johann Strauss (Dr. Falke), Regie: Michael Thalheimer. Deutsches Theater Berlin
- 2007: Ein Sommernachtstraum – Shakespeare, Regie: Jürgen Gosch. Deutsches Theater Berlin
- 2007: Die Ratten – Hauptmann, Regie: Michael Thalheimer. Deutsches Theater Berlin
- 2008: Was ihr wollt – Shakespeare (Malvolio), Regie: Michael Thalheimer. Deutsches Theater Berlin
- 2009: Ödipus/Antigone – Sophokles (Tiresias), Regie: Michael Thalheimer. Schauspiel Frankfurt
- 2009: Geschichten aus dem Wiener Wald – Horváth, Regie: Günter Krämer. Schauspiel Frankfurt
- 2010: Die Pest – nach Camus, Regie: Martin Kloepfer. Schauspiel Frankfurt
- 2010: Lulu – Wedekind (Schigolch), Regie: Stephan Kimmig
- 2010: Minna von Barnhelm – Lessing, Regie: Jorinde Dröse
- 2010: Mein Kampf – Tabori (Schlomo Herzl), Regie; Amélie Niermeyer
- 2011: Maria Stuart – Schiller (Burleigh), Regie: Michael Thalheimer
- 2011: Lanzarote – nach Houellebecq, Regie: Karoline Behrens (Monolog)
- 2011: Die Räuber – Schiller (Spiegelberg), Regie: Enrico Lübbe
- 2011: Die Physiker – Dürrenmatt, Regie: Markus Bothe
- 2012: Der Kaufmann von Venedig – Shakespeare, Regie: Barrie Kosky
- 2012: Medea – Euripides (Egeus), Regie: Michael Thalheimer
- 2012: Hanglage Meerblick – Mamet (Shelley Levene), Regie: Robert Schuster
- 2013: Kleiner Mann – was nun? – nach Fallada (Jachmann), Regie: Michael Thalheimer
- 2013: Die Möwe – Tschechow, Regie: Andreas Kriegenburg
- 2013: Die Nibelungen – Hebbel, Regie: Jorinde Dröse
- 2014: Nora – Ibsen, Regie: Michael Thalheimer
- 2015: Amerika – nach Kafka, Regie: Philipp Preuss
- 2015: Dämonen – nach Dostojewski, Regie: Sebastian Hartmann
- 2015: Was ihr wollt – Shakespeare, Regie: Jorinde Dröse
- 2015: Schöne neue Welt – nach Huxley, Regie: Jorinde Dröse
- 2016: Der Sturm – Shakespeare, Regie: Andreas Kriegenburg
- 2016: Totentanz – Strindberg, Regie: Daniel Foerster
- 2016: Prinz Friedrich von Homburg – Kleist, Regie: Michael Thalheimer
- 2017: Drei Tage auf dem Land, Regie: Andreas Kriegenburg
- 2017: Peter Grimes – Britten/Slater, Regie: Keith Warner
- 2018: Don Karlos – Schiller, Regie: Isabel Osthues
- 2018: Ariadne auf Naxos – Strauss/Hofmannsthal (Haushofmeister), Regie: Brigitte Fassbaender
- 2023: Freud träumt, Regie: Bernhard Mikeska

## Filmografie (Auswahl)

### Kino
- 1991: Manta – Der Film, Regie: Peter Timm
- 1996: Die Mutter des Killers, Regie: Volker Einrauch
- 1998: Long Hello & Short Goodbye, Regie: Rainer Kaufmann
- 2005: Sommer ’04, Regie: Stefan Krohmer
- 2013: Westen, Regie: Christian Schwochow
- 2014: Grand Budapest Hotel, Regie: Wes Anderson
- 2019: Zoros Solo, Regie: Martin Busker
- 2023: Pasqual, Reise ins Glück, Regie: Cornelius Schwalm
- 2025: Bernd – Operation Germanenkind, Regie: Cornelius Schwalm

### Fernsehen (Auswahl)
- 1984: Geschichten aus der Heimat (Serie, Episode Kohl und Pinkel)
- 1996: Adelheid und ihre Mörder (Serie, Episode Ein Schritt zu viel)
- 1997: Die Oma ist tot, Regie: Hape Kerkeling
- 1997: Im Namen des Gesetzes (Serie, Episode Doppelpack), Regie: Carsten Wichnarz
- 1997: Unser Lehrer Doktor Specht (Serie), Regie: Vera Loebner
- 1997: Frauenarzt Dr. Markus Merthin (Serie), Regie: Werner Masten
- 1997: Tatort: Undercover-Camping (Reihe), Regie: Jürgen Bretzinger
- 1998: Unser Lehrer Doktor Specht (Serie), Regie: Karin Hercher
- 1998: Für alle Fälle Stefanie (Serie), Regie: Vera Loebner
- 1998: Die Cleveren (Serie), Regie: Jörg Lühdorff
- 1998: Doppelter Einsatz (Serie), Regie: Reinhard Münster
- 1998: Ein Fall für zwei (Serie), Regie: Arend Agthe
- 1998: Der blonde Affe, Regie: Thomas Jauch
- 1998: Freunde fürs Leben (Serie), Regie: Gero Erhardt
- 1998: Hirsche aus Moskau (Doku-Drama), Regie: Raymond Ley
- 1999: Männer sterben nie, Regie: Raymond Ley
- 1999: Aus gutem Haus (Serie), Regie: Frank Strecker
- 2001: Wolffs Revier (Serie), Regie: Arend Agte
- 2001: alphateam – Die Lebensretter im OP (Serie), Regie: Christine Kabisch
- 2001: Die Semmelings, Regie: Dieter Wedel
- 2002: Die Wache (Serie), Regie: Carsten Meyer-Grohbrügge
- 2003: Großstadtrevier (Serie), Regie: Florian Baxmeyer
- 2003: Die Männer von K3 (Reihe), Regie: Friedemann Fromm
- 2003: Tod im Park, Regie: Martin Eigler
- 2004: Prinz und Paparazzi, Regie: Jürgen Bretzinger
- 2005: Großstadtrevier (Serie), Regie: Miko Zeuschner
- 2005: Die Nacht der großen Flut (Doku-Drama), Regie: Raymond Ley
- 2006: 2030 – Aufstand der Alten, Regie: Jörg Lühdorff
- 2008: Nachtschicht (Reihe), Regie: Lars Becker
- 2008: Notruf Hafenkante (Serie), Regie: Rolf Wellingerhof
- 2009: Der Hoteldetektiv, Regie: Thorsten Näter
- 2011: Tatort: Tod einer Lehrerin (Reihe), Regie: Thomas Freundner
- 2011: SOKO Leipzig – Kriegstage (Serie)
- 2012: Sechzehneichen, Regie: Hendrik Handloegten
- 2012: Grenzgang, Regie: Brigitte Bertele
- 2012: Alaska Johansson, Regie: Achim von Borries
- 2013: SOKO Wismar (Serie)
- 2013: Schneewittchen muss sterben (Reihe Der Taunuskrimi), Regie: Manfred Stelzer
- 2015: Tatort: Wer bin ich? (Reihe), Regie: Bastian Günther
- 2015: Der Staatsanwalt (Serie), Regie: Mike Bäuml
- 2017: Tatort: Unter Kriegern (Reihe), Regie: Hermine Huntgeburth
- 2018: Bad Banks (Serie), Staffel 1, Regie: Christian Schwochow
- 2018: Tatort: Der Turm (Reihe), Regie: Lars Henning
- 2018: Wilsberg: Mörderische Rendite (Reihe), Regie: Martin Enlen
- 2019: Das Geheimnis der Freiheit, Regie: Dror Zahavi
- 2020: Bad Banks (Serie), Staffel 2, Regie: Christian Zübert
- 2020: Die Getriebenen, Regie: Stephan Wagner
- 2021: Ein Fall für zwei (Serie), Regie: Simon Ostermann
- 2022: jerks. (Serie), Regie: Christian Ulmen
- 2023, 2024: SOKO Stuttgart (Serie), Regie:Miriam Dehne
- 2023: SOKO Leipzig (Serie), Regie:Susan Gordanshekan
- 2025: Die Kanzlei – Falsche Wege (Serie)
- 2025: SOKO Leipzig: Hasch mich (Serie)